# Leerort
Die Ortschaft Leerort ist der kleinste Stadtteil der Stadt Leer (Ostfriesland). Leerort ist am Zusammenfluss von Leda und Ems gelegen. Bis zur Eingemeindung am 1. Februar 1971 war Leerort eine eigene Gemeinde.

## Geschichte
Leerort hat eine herausragende Bedeutung für die ostfriesische Geschichte. Auf der strategisch günstig gelegenen Landzunge zwischen Ems und Leda bauten die Hamburger im Jahr 1435 die Festung Leerort, die ab 1453 von den ostfriesischen Grafen und Burgherren zur stärksten Festungsanlage Ostfriesland erweitert wurde.
In der sächsischen Fehde hielten die Ostfriesen die Festung gegen die Braunschweiger Belagerer. Als schließlich während eines letzten Großangriffs das Geschoss des Sohns eines Geschützmeisters von der anderen Seite der Ems den Herzog Heinrich von Braunschweig tötete, zogen die Belagerer ab.
Ab 1611 waren Truppen der niederländischen Generalstaaten in der Festung einquartiert. Nachdem Ostfriesland im Jahr 1744 von den Preußen übernommen wurde, räumten die Niederländer die Festungsanlage. Zwischen 1754 und 1760 wurde die Festung schließlich von den Preußen geschleift. Heute sind nur noch kümmerliche Überreste im Deichvorland zu sehen.

### Wappen
| | Blasonierung: „Geteilt von Rot und Schwarz; oben über einer wachsenden silbernen (weißen) Mauer mit sieben Zinnen, einen Kuppel und Kreuz gekrönten silbernen (weißen) Turm, flankiert von zinnenbewehrten silbernen (weißen) Türmen, über denen ein silberner (weißer), sechsstrahliger Stern schwebt; eine goldene, von vier goldenen (gelben) Sporenrädern begleitete Harpye, einen Jungfrauenadler mit goldener (gelber) Krone.“ |
| Wappenbegründung: Auf der strategisch günstig gelegenen Landzunge zwischen Ems und Leda bauten die Hamburger im Jahr 1432 die Festung Leerort – „Up’n Ooort“ zum Schutze ihrer Handelswege. Dieses symbolisiert der obere Teil des Wappens, welcher identisch mit dem oberen Teil des Hamburger Wappens ist. Im Jahre 1452 gelang nach ständigen Bemühungen von Graf Ulrich Cirksena, die Festung als Pfandbesitz von den Hamburgern zu erwerben. Leerort wurde dadurch „frei und friesisch“, worauf das untere Feld hinweist. Der Jungfrauenadler ziert das Wappen der Cirksenas. | |

## Namensherkunft
Der Name Leerort setzt sich aus dem Namen der Stadt Leer und dem altfriesischen ord zusammen der so viel wie Spitze bedeutet.
Leerort bedeutet daher in etwa: Ort an der Spitze der Stadt Leer.